# Nikolai Chuzhikov
Nikolai Chuzhikov (em russo:  Микола Федорович Чужиков, Belgorod, 5 de maio de 1938) é um velocista russo na modalidade de canoagem.
Foi vencedor da medalha de Ouro em K-4 1000 m em Tóquio 1964 com os seus colegas de equipa Anatoli Grishin, Vyacheslav Ionov e Volodymyr Morozov.